# Abdellatif Kechiche
Abdellatif Kechiche (arabiska: عبد اللطيف كشيش ), ibland benämnd Abdel Kechiche, född 7 december 1960 i Tunis, Tunisien, är en fransk-tunisisk regissör, manusförfattare, skådespelare och producent. Han har skrivit och regisserat filmerna Ett fritt land! (2000), L'Esquive (2004), Couscous (2007), Svart Venus (2010) och Blå är den varmaste färgen (2013). För den sistnämnda erhöll han priset Guldpalmen för bästa film på Filmfestivalen i Cannes 2013. 2007 mottog han Louis Delluc-priset för bästa inhemska film för Couscous.
Dessutom har han vunnit två César och blivit nominerad till två.

## Filmografi i urval
- 2000 – Ett fritt land! (regi och manus)
- 2004 – L'Esquive (regi)
- 2005 – Sorry, Haters (skådespelare)
- 2007 – Couscous (regi och manus)
- 2010 – Svart Venus (regi och manus)
- 2013 – Blå är den varmaste färgen (regi och manus)